# أندريه درولت
أندريه درولت هو سياسي كندي، ولد في 1 يونيو 1954 في مدينة كيبك في كندا. نشط حزبياً في حزب كيبيك الليبرالي. وقد انتخب عضو الجمعية الوطنية في كيبك ‏ عن دائرة Jean-Lesage ‏ خلال فترته النيابية ‏.